# Gauhati High Court

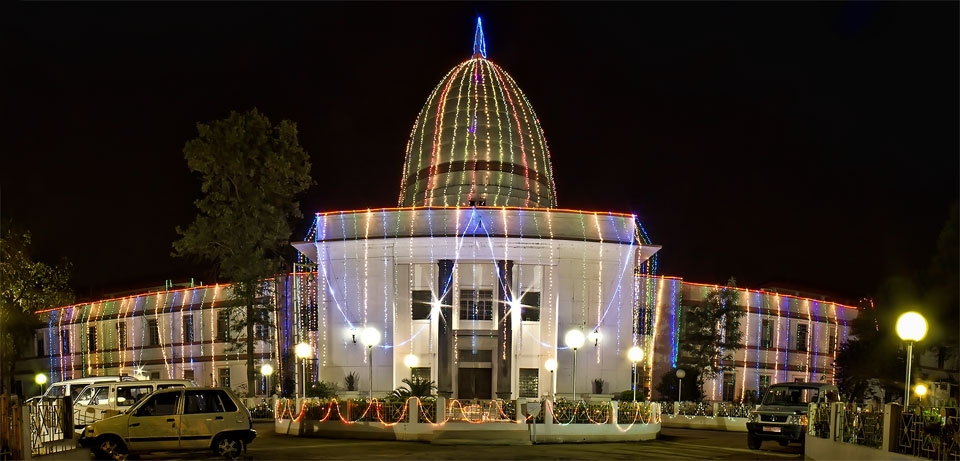
Illuminiertes Gebäude des Gauhati High Court

Der Gauhati High Court (assamesisch গুৱাহাটী উচ্চ ন্যায়ালয়) ist ein Obergericht in Indien. Seinen Sitz hat es in der Stadt Guwahati (früher: Gauhati) im Bundesstaat Assam.

## Geschichte

Grenzen in Nordostindien seit 1971

Zur Zeit Britisch-Indiens stand der gesamte indische Nordosten unter der Jurisdiktion des Calcutta High Court in Kalkutta. Nach der Unabhängigkeit Indiens am 15. August 1947 entstand aus der vormaligen Provinz Assam der Bundesstaat Assam. Assam umfasste damals auch das Gebiet der heutigen Bundesstaaten Nagaland, Arunachal Pradesh, Mizoram und Meghalaya. Am 9. September 1947 verabschiedete das Parlament von Assam eine Resolution, die die Einrichtung eines eigenen Gerichtsbereichs für Assam forderte. Der amtierende Generalgouverneur von Indien C. Rajagopalachari erließ daraufhin am 1. März 1948 den Assam High Court Order, 1948, der die Gründung eines eigenen High Court of Assam anordnete. Am 5. April 1948 wurde das Gericht formell inauguriert. Der High Court nahm zunächst seinen Sitz in Shillong, der damaligen Hauptstadt Assams, zog aber am 14. August 1948 nach Gauhati um. Die Zuständigkeit des High Court of Assam erstreckte sich auch auf die damaligen Unionsterritorien Tripura und Manipur (ab 1949).
Nachdem in den sogenannten Stammesgebieten (Tribal Areas) Assams eine Gerichtsorganisation in Form von Distriktgerichten aufgebaut worden war, erhielt der Gauhati High Court 1954 auch die Jurisdiktion über diese Gebiete.
Am 1. Dezember 1963 wurde der neue Bundesstaat Nagaland aus Assam ausgegliedert. Die Zuständigkeit des Obergerichtes blieb jedoch zunächst erhalten, so dass der High Court konsequenterweise in High Court of Assam and Nagaland umbenannt wurde. Im Jahr 1971 kam es erneut zu einer territorialen Reorganisation des indischen Nordostens und aus Teilen Assams wurden die neuen Bundesstaaten bzw. Unionsterritorien Meghalaya, Mizoram und Arunachal Pradesh gebildet. Der High Court blieb auch hier weiter zuständig und erhielt 1971 seinen heutigen Namen Gauhati High Court. Danach war der Gerichtshof das Obergericht für insgesamt 7 Bundesstaaten und Unionsterritorien (Assam, Arunachal Pradesh, Manipur, Meghalaya, Mizoram, Nagaland und Tripura). Im Jahr 2012 erhielten die Bundesstaaten Tripura, Meghalaya und Manipur eigene High Courts. Seitdem ist der Gauhati High Court für Assam, Arunachal Pradesh, Mizoram und Nagaland zuständig.
Längerfristig ist zu erwarten, dass auch Arunachal Pradesh, Mizoram und Nagaland eigene High Courts erhalten werden, da nach Artikel 214 der indischen Verfassung vorgesehen ist, dass jeder Bundesstaat ein eigenes Obergericht haben soll.

## Gerichtsorganisation
Derzeit (2017) sind einschließlich des vorsitzenden Richters (Chief Justice) 24 reguläre sowie fünf temporäre Richter am Gauhati High Court tätig.
Der Hauptsitz des Gerichts ist in der Stadt Guwahati (Assam). Daneben gibt es drei Zweigstellen (benches) in Kohima (Nagaland; eingerichtet am 1. Dezember 1972), Aizawl (Mizoram; eingerichtet am 5. Juli 1990) und Itanagar (Arunachal Pradesh; eingerichtet am 12. August 2000).
Die nächstuntere Ebene in der Gerichtshierarchie bilden die Distriktgerichte (27 für Assam, 11 für Nagaland, 8 für Mizoram und 13 für Arunachal Pradesh). Die übergeordnete Ebene (Appellationsinstanz) bildet der Supreme Court of India, das oberste Gericht Indiens.